# MMAG
株式会社MMAG（エムエムエージー、MMAG Co., Ltd.）は、東京都中央区に本社を置いていた農薬メーカー。三井化学のグループ企業であり、三井化学アグロの100%子会社であった。

## 概要
Meiji Seika ファルマは、明治製菓時代から農薬の製造販売を手掛けてきた。Meiji Seika ファルマの親会社である明治ホールディングスは、医療用医薬品事業の基盤強化など、Meiji Seika ファルマの経営資源を医療用医薬品事業に集中することにした。
明治ホールディングスと三井化学アグロは2021年9月10日に、Meiji Seika ファルマが手掛けている農薬事業を、同年9月にMeiji Seika ファルマが設立した株式会社MMAGへ2022年1月4日付で吸収分割で譲渡し、同時にMMAG全株式を三井化学アグロへ譲渡することを発表した。
明治ホールディングスは2021年12月27日に、MMAG株式の売却価格を422億円とすることを発表。Meiji Seika ファルマが手掛けていた農薬事業は予定通り2022年1月4日付でMMAGへ吸収分割により譲渡され、MMAG株式と子会社であるMeijiアグロケミカル（同日付でMMアグロケミカルへ商号変更）株式、メイジ・ファルマ・コリア（同日付でMMアグロコリアへ商号変更）株式は同日付で三井化学アグロへ譲渡された。MMAGの本社は三井化学アグロと同じ日本橋ダイヤビルディングに置かれる。三井化学アグロへの譲渡後も、一部製品は明治ブランドを継続使用する。
三井化学アグロは。2023年1月24日にグループの再編を発表。このグループ再編では、三井化学アグロの商号を同年3月31日付で三井化学クロップ&ライフソリューション株式会社へ変更する、三井化学クロップ&ライフソリューションが同日付でMMAGを吸収合併する、宇都宮化成工業（同年4月1日にエムシークロップ&ライフ化成株式会社へ商号変更）がMMAGの子会社であるMMアグロケミカルを吸収合併することなどが盛り込まれた。
2023年3月31日付で、三井化学クロップ&ライフソリューションへ吸収合併され、MMAGは解散した。子会社であったMMアグロケミカルも、翌4月1日付でエムシークロップ&ライフ化成へ吸収合併され解散した。

## 沿革
- 2021年9月 - Meiji Seika ファルマの子会社として設立。
- 2022年1月4日 - Meiji Seika ファルマから農薬事業を吸収分割により譲受。株式譲渡により、三井化学アグロの完全子会社となる。
- 2023年3月31日 - 三井化学クロップ&ライフソリューション（同日付で三井化学アグロから商号変更）へ吸収合併され解散。

## 主な製品
- オリゼメート
- 除草剤（ザクサ液剤）
- 殺菌剤（アグレプト、マネージ、銅ストマイ水和剤、マテリーナ水和剤、カッパーシン水和剤）
- 植物成長調整剤（ジベレリン明治、ジャスモメート液剤）